# Canoë-kayak aux Jeux olympiques d'été de 2016 - K1 hommes (slalom)
Navigation
Londres 2012 Tokyo 2020
L'épreuve masculine du K1 des Jeux olympiques d'été 2016 de Rio de Janeiro se déroule du 7 au 9 août 2016.

## Résultats
| Rang | Nom                           | Pays               | Tour préliminaire | Tour préliminaire | Tour préliminaire | Tour préliminaire | Tour préliminaire | Tour préliminaire | Demi-finale  | Demi-finale  | Demi-finale  | Finale       | Finale       | Finale       |
| Rang | Nom                           | Pays               | Manche 1          | Pen.              | Manche 2          | Pen.              | Meilleur          | Rang              | Temps        | Pen.         | Rang         | Temps        | Pen.         | Rang         |
| ---- | ----------------------------- | ------------------ | ----------------- | ----------------- | ----------------- | ----------------- | ----------------- | ----------------- | ------------ | ------------ | ------------ | ------------ | ------------ | ------------ |
| 1    | Joseph Clarke                 | Grande-Bretagne    | 135 s 89          | 50                | 86 s 95           | 0                 | 86 s 95           | 2                 | 90 s 67      | 0            | 3            | 88.53        | 0            |              |
| 2    | Peter Kauzer                  | Slovénie           | 91 s 11           | 2                 | 96 s 88           | 2                 | 91 s 11           | 12                | 91 s 01      | 0            | 4            | 88.70        | 0            |              |
| 3    | Jiří Prskavec                 | République tchèque | 88 s 71           | 2                 | 101 s 18          | 1                 | 88 s 71           | 7                 | 90 s 62      | 0            | 2            | 88.99        | 2            |              |
| 4    | Hannes Aigner                 | Allemagne          | 90 s 33           | 2                 | 87 s 31           | 0                 | 87 s 31           | 3                 | 91 s 87      | 0            | 6            | 89.02        | 0            |              |
| 5    | Jakub Grigar                  | Slovaquie          | 89 s 16           | 0                 | 87 s 85           | 2                 | 87 s 85           | 4                 | 88 s 84      | 0            | 1            | 89.43        | 0            |              |
| 6    | Pedro Gonçalves da Silva (en) | Brésil             | 88 s 48           | 2                 | 90 s 61           | 2                 | 88 s 48           | 5                 | 95 s 68      | 2            | 10           | 91.54        | 0            |              |
| 7    | Giovanni De Gennaro           | Italie             | 86 s 85           | 0                 | 90 s 74           | 2                 | 86 s 85           | 1                 | 95 s 59      | 2            | 9            | 91.77        | 0            |              |
| 8    | Sébastien Combot              | France             | 89 s 13           | 0                 | 88 s 94           | 0                 | 88 s 94           | 9                 | 94 s 59      | 0            | 8            | 92.55        | 2            |              |
| 9    | Pavel Eigel                   | Russie             | 96 s 72           | 0                 | 88 s 57           | 0                 | 88 s 57           | 6                 | 92 s 43      | 0            | 7            | 92.62        | 2            |              |
| 10   | Michael Dawson                | Nouvelle-Zélande   | 88 s 91           | 0                 | 90 s 86           | 0                 | 88 s 91           | 8                 | 91 s 47      | 0            | 5            | 93.07        | 0            |              |
|      |                               |                    |                   |                   |                   |                   |                   |                   |              |              |              |              |              |              |
| 11   | Kazuki Yazawa                 | Japon              | 92 s 23           | 2                 | 98 s 08           | 6                 | 92 s 23           | 14                | 97 s 19      | 0            | 11           | Non-qualifié | Non-qualifié | Non-qualifié |
| 12   | Michal Smolen                 | États-Unis         | 92 s 96           | 0                 | 90 s 13           | 0                 | 90 s 13           | 10                | 97 s 87      | 4            | 12           | Non-qualifié | Non-qualifié | Non-qualifié |
| 13   | Mario Leitner                 | Autriche           | 93 s 29           | 2                 | 93 s 89           | 2                 | 93 s 29           | 15                | 100 s 25     | 4            | 13           | Non-qualifié | Non-qualifié | Non-qualifié |
| 14   | Jure Meglič                   | Azerbaïdjan        | 95 s 12           | 2                 | 90 s 70           | 0                 | 90 s 70           | 11                | 145 s 00     | 50           | 14           | Non-qualifié | Non-qualifié | Non-qualifié |
| 15   | Isak Öhrström                 | Suède              | 92 s 37           | 2                 | 91 s 43           | 0                 | 91 s 43           | 13                | 156 s 77     | 54           | 15           | Non-qualifié | Non-qualifié | Non-qualifié |
|      |                               |                    |                   |                   |                   |                   |                   |                   |              |              |              |              |              |              |
| 16   | Michael Tayler                | Canada             | 105 s 66          | 6                 | 93 s 47           | 0                 | 93 s 47           | 16                | Non-qualifié | Non-qualifié | Non-qualifié | Non-qualifié | Non-qualifié | Non-qualifié |
| 17   | Lucien Delfour                | Australie          | 94 s 30           | 2                 | 138 s 72          | 50                | 94 s 30           | 17                | Non-qualifié | Non-qualifié | Non-qualifié | Non-qualifié | Non-qualifié | Non-qualifié |
| 18   | Maciej Okręglak               | Pologne            | 96 s 73           | 6                 | 94 s 44           | 2                 | 94 s 44           | 18                | Non-qualifié | Non-qualifié | Non-qualifié | Non-qualifié | Non-qualifié | Non-qualifié |
| 19   | Tan Ya                        | Chine              | 100 s 62          | 2                 | 101 s 34          | 4                 | 100 s 62          | 19                | Non-qualifié | Non-qualifié | Non-qualifié | Non-qualifié | Non-qualifié | Non-qualifié |
| 20   | Jonathan Akinyemi             | Nigeria            | 107 s 49          | 2                 | 104 s 59          | 2                 | 104 s 59          | 20                | Non-qualifié | Non-qualifié | Non-qualifié | Non-qualifié | Non-qualifié | Non-qualifié |
| 21   | Bryden Nicholas               | Îles Cook          | 105 s 18          | 6                 | 125 s 64          | 2                 | 105 s 18          | 21                | Non-qualifié | Non-qualifié | Non-qualifié | Non-qualifié | Non-qualifié | Non-qualifié |